# Otakar Nebuška
Otakar Nebuška (28. května 1875 Mladá Boleslav – 28. října 1952 Praha) byl český hudební skladatel, spisovatel, kritik a organizátor. Byl členem divadelního spolku Dramatika, účastnil se dění v Sokole i v Okrašlovacím spolku. V roce 1948 Syndikát českých spisovatelů ustanovil Otakara Nebušku hudebním patronem říčanského okresu.

## Život
Byl synem Jana Nebušky, doktora práv a advokátního koncipienta, a Marie, dcery píseckého finančního komisaře. Otec se stejně jako Otakar věnoval hudbě, byl předsedou v píseckém zpěváckém spolku Otavan. Otakar studoval gymnázium v Písku v letech 1884–92 a u píseckého skladatele Františka Gregory a Bohuslava Jeremiáše se učil hře na housle a klavír. Po ukončení studia v gymnáziu (1892) se stal studentem práv na Karlově univerzitě v Praze a zároveň, kromě studia prav také chodil na přednášky Karla Steckera na Filozofické fakultě. Později se učil hře na klavír u Adolfa Mikeše a navštěvoval Podskalskou filharmonii. Od 1899 byl zaměstnaný ve finanční službě, během války (1916–18) pracoval v zásobovací službě u místodržitelství a od prosince 1918 do května 1920 na ministerstvu zásobování. Od 26. května 1920 do 31. března 1937 působil na pozici zástupce tajemníka v kanceláři poslanecké sněmovny.
Oženil se roku 1916 s Růženou Podhajskou, jež se věnovala hře na klavír. Byla první v Praze, kdo uvedl Brahmsovy klavírní koncerty d-moll a B-dur, Straussovu Burlesku nebo klavírní koncert Maxe Regera. Nebuškovi měli čtyři dcery. Byly to: Jitka (* 1916) později provdaná Nohová (za básníka Jana Nohu Jan Noha (spisovatel)), Alena Skácilíková (* 1918), Vendula Procházková (* 1920) a Danica Kostová (* 1925) (manžel Tomáš Kosta, nakladatel). Růžena zemřela v roce 1935 a je pohřbena vedle svého manžela na Malvazineckém hřbitově v Praze.
Během svého života se aktivně podílel a různě přispíval k rozvoji české hudební scény. I v době, kdy studoval na právnické fakultě komponoval pro Krasoumný kroužek. Jeho skladby byly úspěšné (některé z nich byli zahrnuty do kmenového repertoáru Pěveckého sdružení moravských učitelů), přesto se však vzdal hudební kariery, aby se mohl věnovat činnosti publicistické a organizační. V roce 1896 přispěl do časopisu Student několika svými referáty a později se stal kritikem Radikálních listů. Také psal do Kalendáře českých hudebníků (konkrétně životopisy Josefa Suka, Oskara Nedbala a Karla Hoffmeistra). Jeho pozdější příspěvky lze nalézt v Samostatnosti, Národních listech, Daliboru a hlavně v Hudební revue, na jejímž vzniku se podílel a jíž spolu se Steckrem a Hoffmeistrem organizoval. Celkem vzniklo třináct ročníků tohoto časopisu a tam přispěl přibližně dvaceti rozsáhlými články a studiemi.
Roku 1937 se stal členem spolku Dramatika a o několik let později i jeho předsedou. A to po dobrovolném odchodu Jana Petříčka, jenž necítil dostatečnou podporu ze strany jiných členů. Otakar Nebuška zůstával předsedou spolku pouhých pět let, tedy do roku 1946. Svůj odchod okomentoval v jednom z dokumentů Dramatiky: „Protože se nyní v Radošovicích neuživím v cibulujících, česnekujících, octujících a kořenících hostincích, na něž jsem odkázán, prosím Fr. Bulanta, aby mne zastupoval v předsednictví.“
Roku 1900 vstoupil do Umělecké besedy, již se zúčastnili také Josef Suk, Vítězslav Novák a Oskar Nedbal. V roce 1906 se dostal do správního výboru Umělecké besedy a od roku 1935 byl považován za čestného člena tohoto spolku. Rok poté, co se dostal do správního výboru Umělecké besedy, spolu s Antonínem B. Svojsíkem a Antonínem Šilhanem reorganizoval a osamostatnil Hudební matici, díky čemuž se stala vůdčím vydavatelským podnikem moderní české hudby. Upravil abstrakty partitur Její pastorkyně (1917) a Amara (1938). Díky Nebuškově naléhání vydala Umělecká beseda ve dvacátých letech ve svých zpěvech Slovanstvo – patnáctisvazkové dílo Ludvíka Kuby, přičemž jeho první svazek vyšel ještě roku 1884. Nebuška rovněž pomáhal ochotnickým divadlům, pořídil jim úryvky ze Sukovy hudby k Radúzovi a Mahuleně pro komorní soubor. Na sklonku života byl součástí Společnosti Bedřicha Smetany. Byl velmi aktivní v komisi pro přípravu nově vydávaných skladeb Dvořákových, kde byl místopředsedou. Ještě před smrtí se pokusil zachránit Uměleckou besedu a její malostranský dům proti poúnorovým likvidátorům a vystoupil proti nim jako právník.

## Dílo
Články a stati (výběr)
- Vítězslava Nováka Toman a lesní panna  (Hudební revue 1, 1908, č. 1, s. 13–18 a č. 2, s. 76–83)
- Po čtyřiceti pěti létech (Hudební revue 1, 1908, č. 9, s. 425–431)
- Vítězslava Nováka Noční nálady a Serenada (Hudební revue 2, 1909, č. 3, s. 111–115)
- Na záchranu hudebních památek (Hudební revue 2, 1909, č. 6, s. 314–317)
- O nejmladších z mladých  (Hudební revue 2, 1909, č. 10, s. 507–511)
- Vítězslava Nováka Bouře (Hudební revue 3, 1910, č. 5, s. 264–266)
- Emanuel Chvála  (Hudební revue 4, 1911, č. 1, s. 1–3)
- Z duševní dílny Dvořákovy za pobytu v Americe (Hudební revue 4, 1911, č. 8–9, s. 440–444)
- Oskar Nedbal (Hudební revue 7, 1913–14, č. 8, s. 406–409)
- Za Dr. Zemánkem (Hudební revue 11, 1918, č. 8–9, s. 339–343)
- Česká hudba a česká samostatnost (Hudební revue 11, 1918, č. 10, s. 377–384)